# Weedingia alborosea
Weedingia alborosea is een keverslakkensoort uit de familie van de Hemiarthridae. De wetenschappelijke naam van de soort is voor het eerst geldig gepubliceerd in 1988 door Kaas.